# Brian Goodell
Brian Stuart Goodell (Stockton, 2 aprile 1959) è un ex nuotatore statunitense.
Specializzato nello stile libero si dedicò prevalentemente alle lunghe distanze, vincendo nella sua carriera due ori olimpici, un argento mondiale e tre ori ai Giochi panamericani. Batté inoltre cinque record mondiali: tre sui 400 metri e due sui 1500 metri.
Nel 1977 fu eletto "Nuotatore dell'anno" dalla rivista Swimming World Magazine.
Nel 1986 fu inserito nell'International Swimming Hall of Fame.

## Biografia
Esordì nel 1975 ai campionati mondiali di Cali, vincendo la medaglia d'argento nei 1500 m stile libero. L'anno seguente, ai trials statunitensi, stabilì all'età di 17 anni il record del mondo dei 400 m e dei 1500 m sl, qualificandosi ai Giochi olimpici. A Montréal 1976, ottenne la doppietta di ori riconfermandosi primatista mondiale dei 400 m sl (3'51"93) e dei 1500 m sl (15'02"40).
Nel 1977 batté per la terza volta il record dei 400 m sl all'USA vs. DDR Dual Meet tenutosi a Berlino Ovest, in virtù delle sue prestazioni fu eletto "Nuotatore dell'anno". Nel 1979 vinse tre medaglie d'oro ai Giochi panamericani di San Juan, gareggiando anche nella staffetta 4x200 m sl.
Si qualificò nuovamente per le Olimpiadi di Mosca 1980 sui 400 m sl, ma non poté parteciparvi a causa del boicottaggio statunitense. Terminò la sua carriera sportiva a 21 anni, affermando di aver realizzato tutto quello che desiderava davvero.

## Palmarès

### Campionati mondiali
Montréal 1976
- Oro nei 400 m stile libero
- Oro nei 1500 m stile libero

Cali 1975
- Argento nei 1500 m stile libero

### Giochi panamericani
San Juan 1979
- Oro nei 400 m stile libero
- Oro nei 1500 m stile libero
- Oro nella 4x200 m stile libero

## Riconoscimenti
- World Swimmer of the Year: 1977